# Guerres des Rogue River
Guerres indiennes
Les guerres des Rogue River sont deux conflits armés ayant eu lieu dans le sud-ouest de l'Oregon dans les années 1850, entre les États-Unis et des Amérindiens désignés par les Occidentaux sous le nom de « Rogue River ».
La première guerre des Rogue River a lieu en 1853, résultant d'un accroissement des tensions à la suite de l'arrivée importante de colons dans la région après la découverte d'or en Californie. En réponse à un raid mené par des Amérindiens, des unités de l'armée des États-Unis se lancent à la poursuite des Rogue River qu'ils affrontent le 24 août 1853 lors de la bataille d'Evans Creek. Après cet affrontement, les parties concluent un traité de paix dans lequel les Amérindiens cèdent leurs terres dans la vallée de Bear Creek en échange d'une réserve temporaire.
De nouvelles tensions entre colons et Amérindiens conduisent au déclenchement d'un second conflit à l'automne 1855. Le 8 octobre, une centaine de colons attaquent un campement de Takelmas, tuant une quarantaine d'Amérindiens. En représailles, des groupes de Rogue River lancent plusieurs raids sur les campements de mineurs alentour. Le 31 octobre, des troupes de l'armée américaine appelées en renfort sont repoussées par les Amérindiens lors de la bataille de Hungry Hill et doivent se retirer. Le 20 mai 1856, plusieurs chefs amérindiens rencontrent le lieutenant colonel Robert C. Buchanan et acceptent de se rendre. Le chef Tecumtum refuse cependant d'abandonner la lutte et le 27 mai, ses partisans attaquent les troupes américaines lors de la bataille de Big Bend (en). Finalement vaincu, Tecumtum effectue sa reddition à la fin du mois de juin. La plupart des Amérindiens survivants sont déportés dans la réserve de Grand Ronde.